# Църквище (Просек)
Църквище (на македонска литературна норма: Црквиште) е раннохристиянска православна базилика, чиито руини са открити в археологическия обект Просек, край град Демир Капия, централната част на Северна Македония.

## Описание
Базиликата е разположена на десния бряг на Вардар, срещу основната крепост на Просек, на 400 m югозападно от базиликата Манастир в местността Църквище. Разкопана е в 1952 – 1954 година и е датирана в V век. Върху средния ѝ кораб в X век е изградена малка гробишна църква. Около нея са открити над 500 славянски гроба, датирани от X до XVII век. Това е главният некропол на Просек.